# 谷原七音
谷原 七音（たにはら ななと、2003年〈平成15年〉12月19日 - ）は、日本の俳優。東京都出身。研音所属。

## 来歴
2003年（平成15年）、俳優のいしだ壱成と元タレントの三宅えみの間に生まれる。実父はいしだ壱成であるが、3歳の頃に両親が離婚。母の再婚により俳優の谷原章介に育てられる。七音の名は実父のいしだが「ドレミファソラシの七音」にちなんで名づけている。
2024年（令和6年）11月、第37回ジュノン・スーパーボーイ・コンテストでフォトジェニック賞を受賞。2025年（令和7年）4月1日より芸能事務所・研音に所属する。

## 出演

### テレビドラマ
- 奪い愛、真夏（2025年7月18日 - 、テレビ朝日） - 氷室輝 役[7]